# Avia BH-29
L'Avia BH-29 est un avion biplan biplace d’école de début tchécoslovaque de l'Entre-deux-guerres.
Cet appareil fut dessiné en 1937 par Pavel Beneš et Miroslav Hajn avec l’espoir d’intéresser à la fois l’aviation militaire tchécoslovaque et la compagnie aérienne ČLS. Le prototype conservait globalement la formule des chasseurs BH-21 et BH-26. Il s’agissait donc d’un biplan en bois, la voilure entoilée comportant des ailes inégales décalées, la plus longue étant l’aile inférieure. Le train était robuste et les deux hommes prenant place à bord installés en tandem en postes ouverts.
L’appareil n’éveillant aucun intérêt en Tchécoslovaquie, le prototype fut confié au capitaine Hamšík pour une tournée promotionnelle en Europe. 18 pays furent visités courant 1928 par l’Avia BH-29, mais aucune commande ne fut notifiée et l’avion fut abandonné.